# Tour Alto
Tour Alto är en skyskrapa i La Défense i Paris storstadsområde i Frankrike. 
Byggnaden ligger 160 m från gatan och 150 m från La Défense-plattan enbart på den östra fasaden, totalt 38 våningar. Dess rundade form vidgas gradvis uppåt och förlänger sitt grepp i rymden med en förskjutning på 12 cm mot utsidan av kantbalk, på varje våning. Tack vare denna enastående form går nivåernas yta från 700 m2 vid foten av tornet till 1 500 m2 högst upp.
Arbetet började i september 2016 för leverans 2020.